# República (estación)
República es una estación ferroviaria que forma parte de la red del metro de Santiago de Chile. Se encuentra subterránea, entre las estaciones Unión Latinoamericana y Los Héroes de la línea 1.
El 18 de octubre de 2019, en el marco de las protestas en Chile, la estación sufrió un incendio que afectó la mesanina y la boletería. La estación reabrió sus puertas el 21 de octubre.

## Características y entorno
Presenta un flujo moderado de pasajeros variable. La usan principalmente estudiantes, tanto secundarios como universitarios, lo que se explica por la cantidad de centros educacionales que hay en el barrio República, entre los que figuran varias facultades de la Universidad Andrés Bello, la Facultad de Derecho de la Universidad Diego Portales, la Universidad de las Américas, el Centro Educativo Salesianos Alameda y Liceo de Aplicación. La estación posee una afluencia diaria promedio de 35 204 pasajeros.
En el entorno inmediato de la estación es  un sector residencial y comercial, la iglesia de la Gratitud Nacional, la Undécima Compañía del Cuerpo de Bomberos de Santiago "Pompa Italia", diversos recintos universitarios y múltiples locales de bohemia, tal como pubs y shopperías.

### Accesos
| Acceso | Intersección                    |
| ------ | ------------------------------- |
| A      | Alameda con Av. Ricardo Cumming |
| B      | Alameda con Echaurren           |
| C      | Alameda con General García      |

## MetroArte
En el interior de la estación se pueden encontrar distintas pinturas realizadas por niños del centro de acogida de la Fundación Íntegra. El conjunto de trabajos lleva el nombre de La República de los Niños, en la cual cada pintura quedó retratada la visión de la República de Chile a través de los ojos de cada uno de los infantes.

Las 18 pinturas están instaladas en palmetas de cerámicas, ocupando 50 metros cuadrados cada uno, y se encuentran repartidas en varios puntos de la estación, específicamente en los andenes y en los túneles que conectan los accesos y la mezanina. 

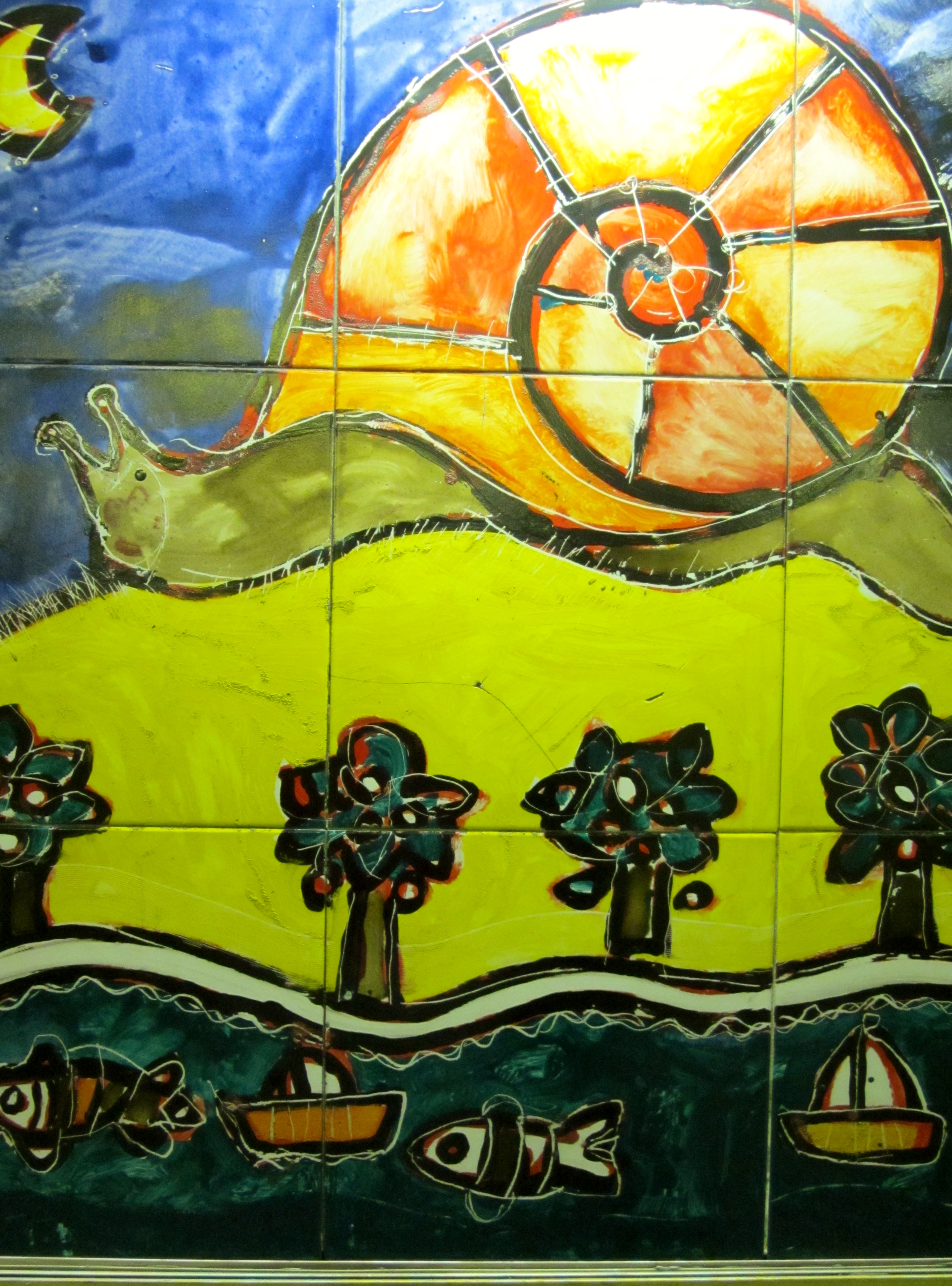
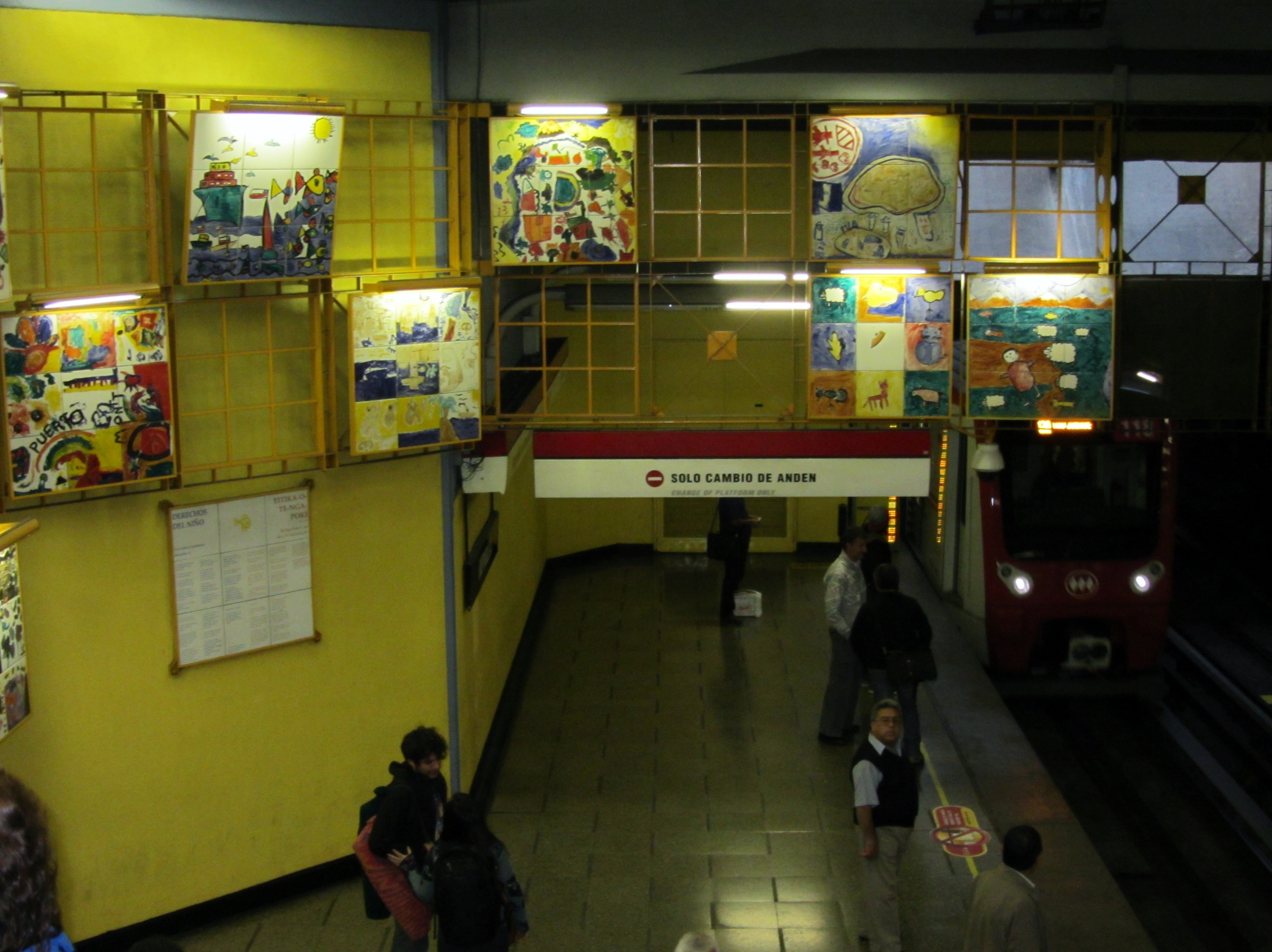
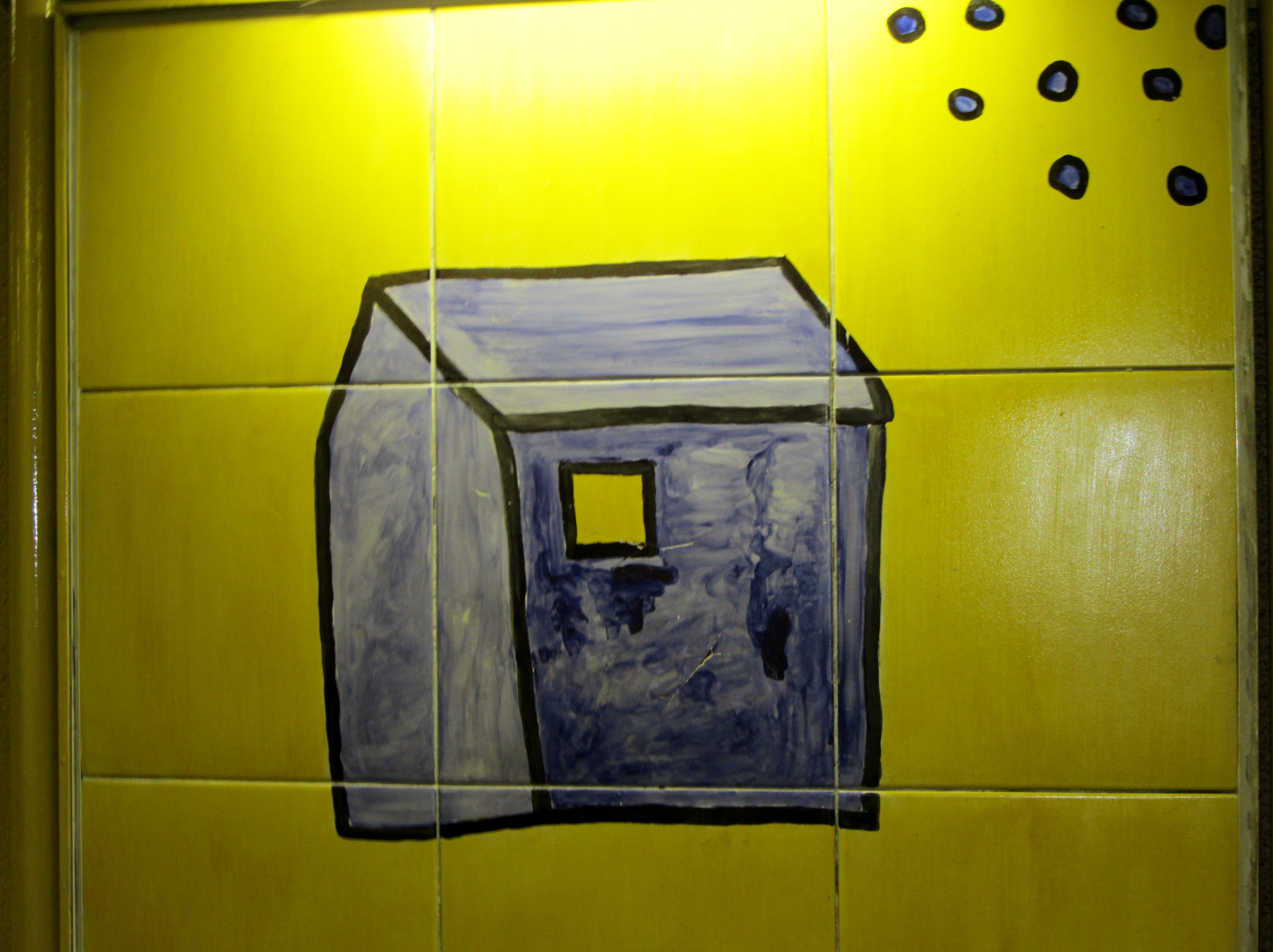
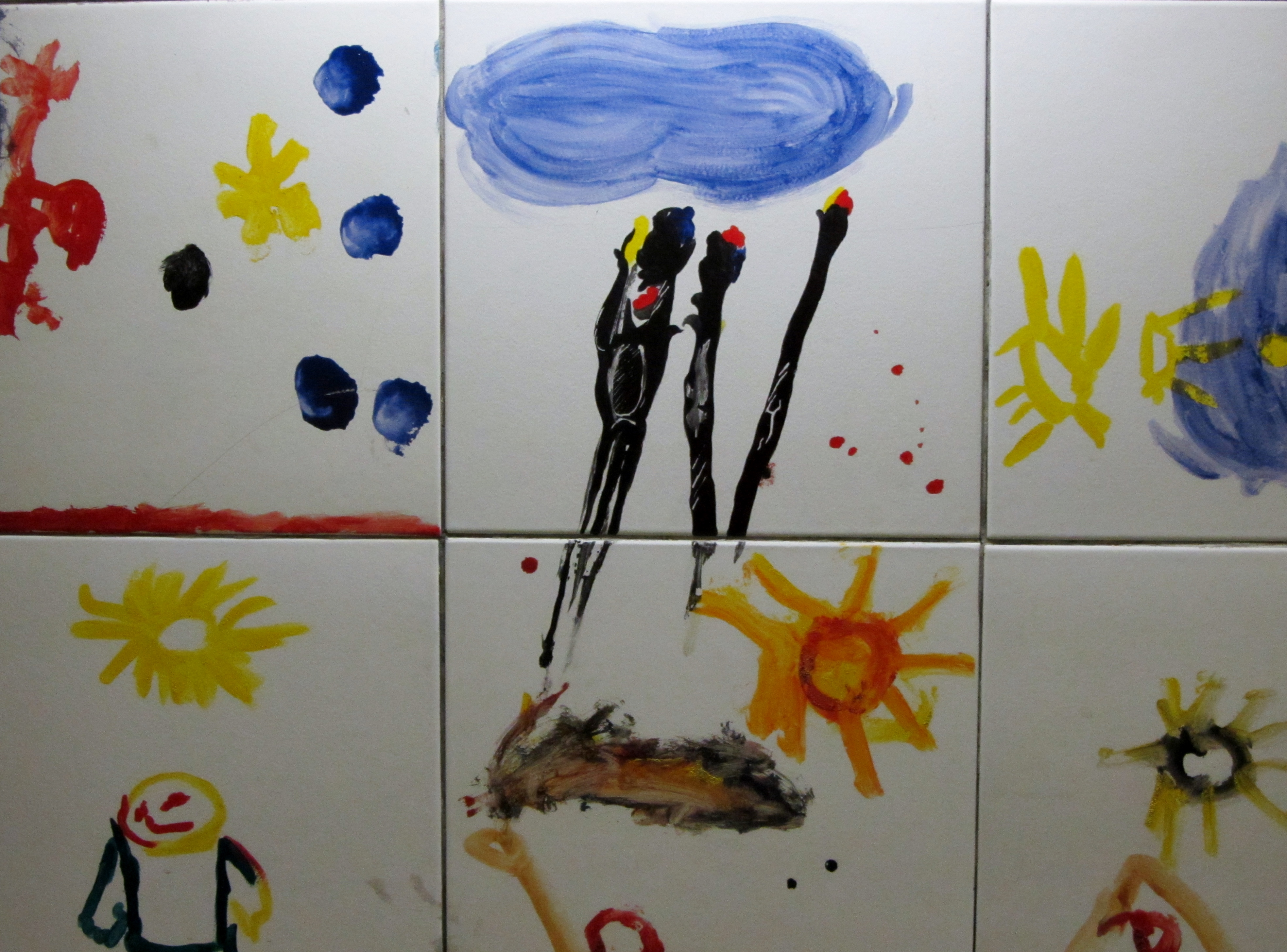
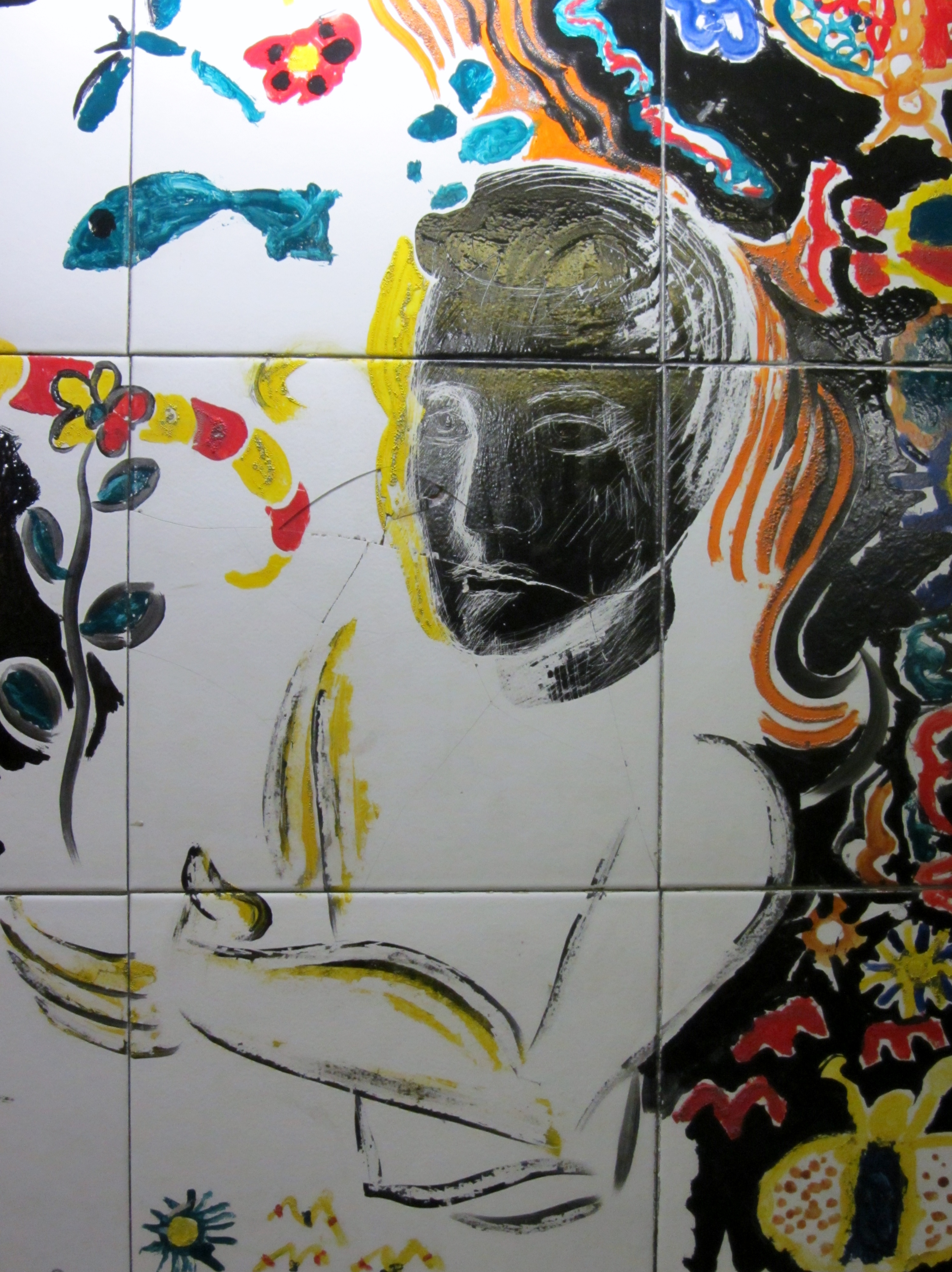
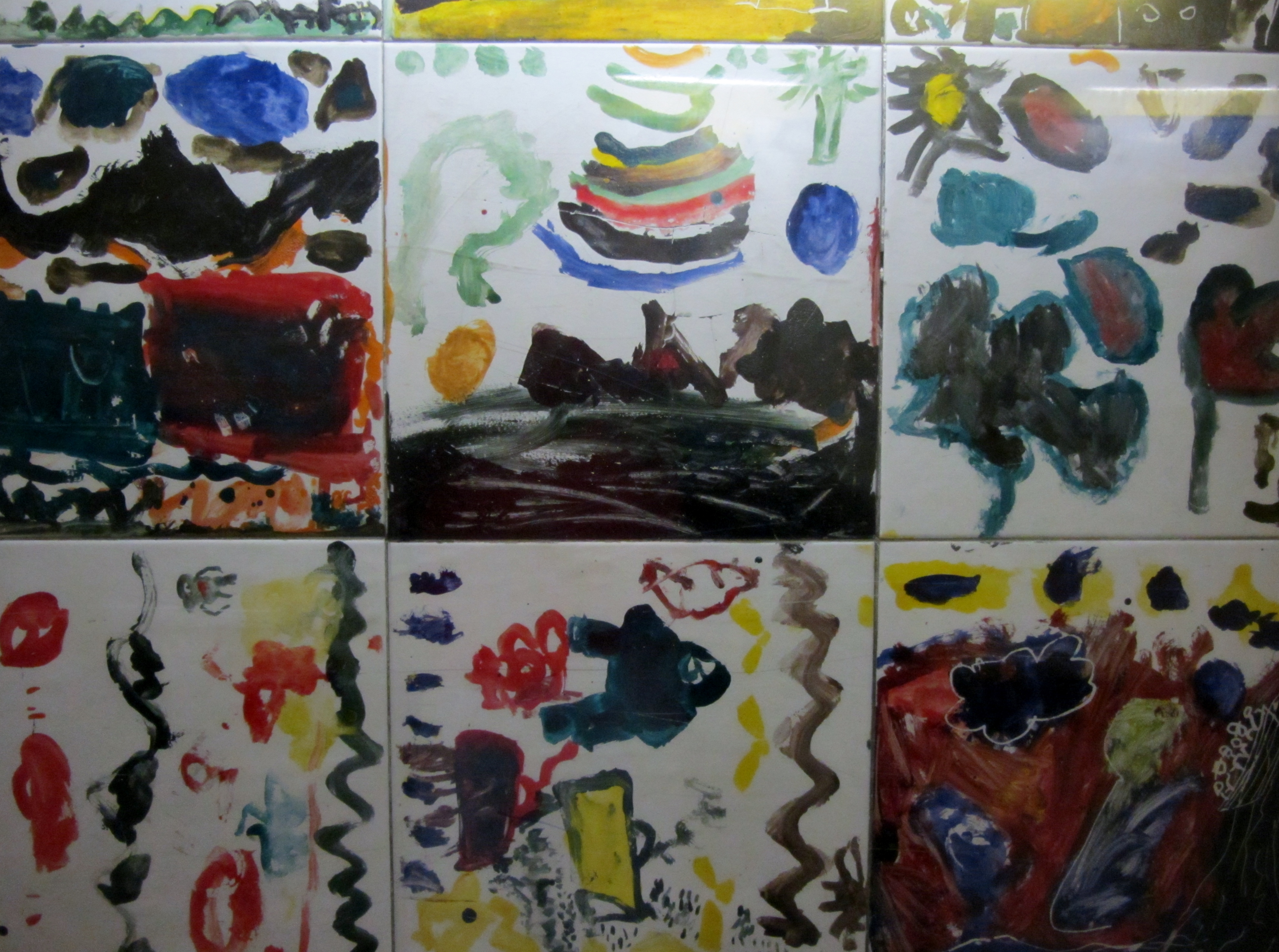
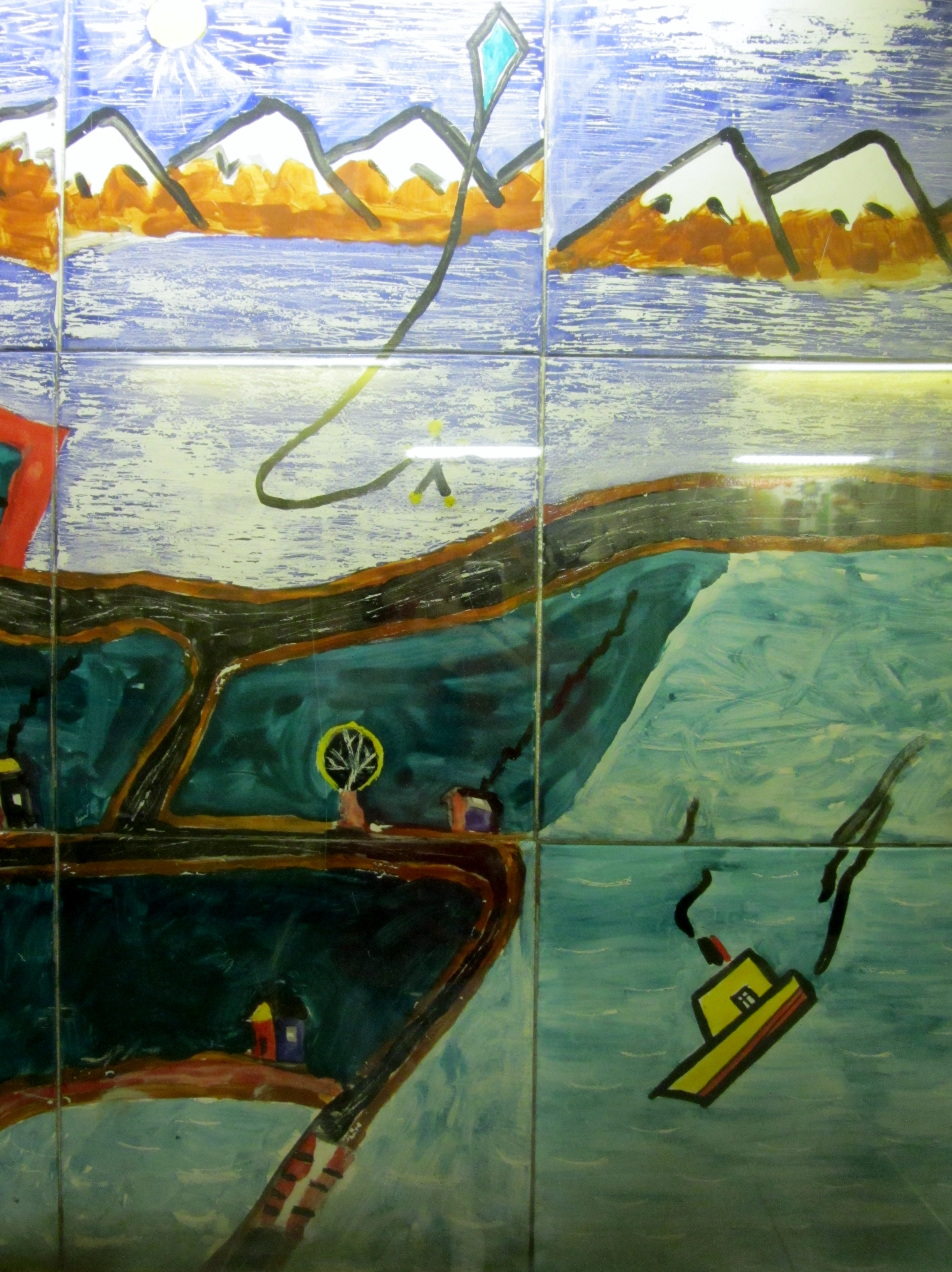
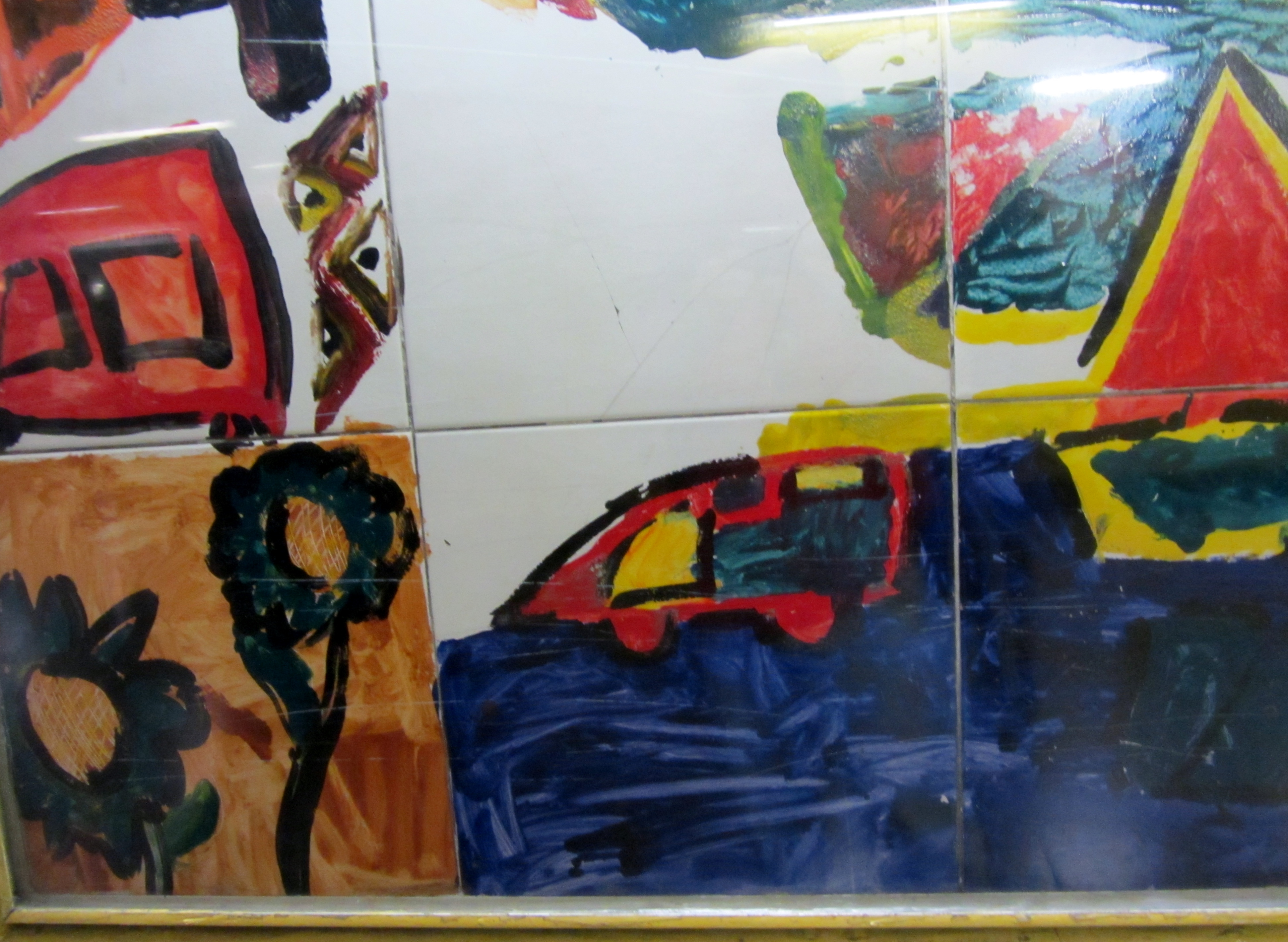

## Origen etimológico
Su nombre proviene de la avenida República, que se encuentra inmersa en el barrio República, que forma parte del barrio Universitario. Antiguamente se simbolizaba a través de una minimalización del escudo nacional.

Antiguo símbolo con que se identificó a la estación.
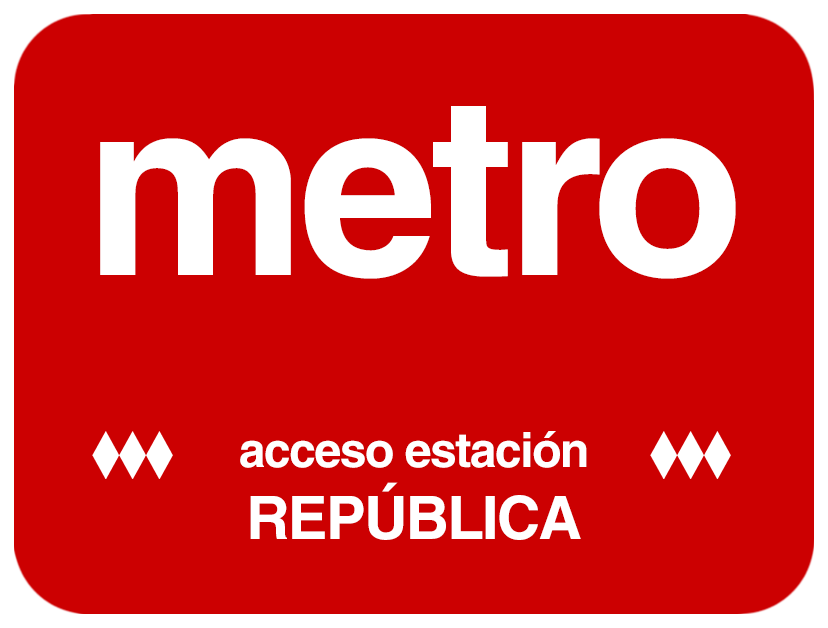
Letrero utilizado en los accesos a la estación hasta 1997.
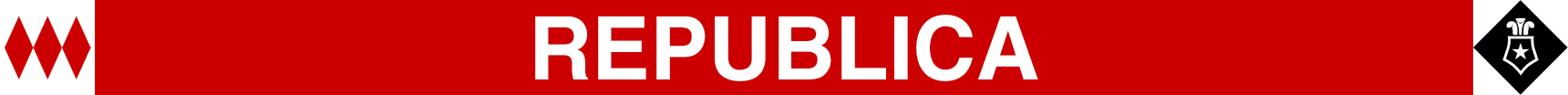
Cenefa antigua utilizada en los andenes.
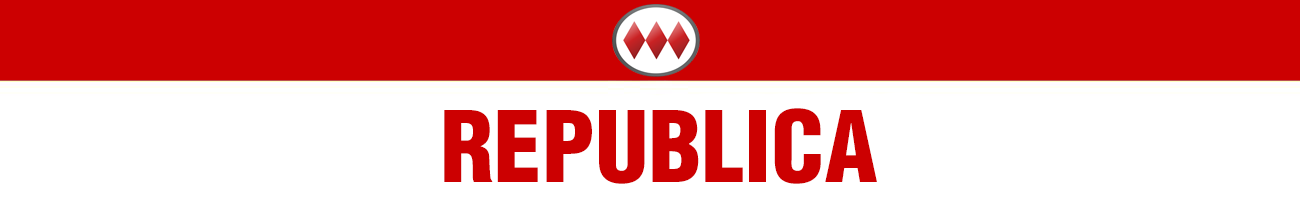
Cenefa utilizada actualmente en los andenes.

## Conexión con Red Metropolitana de Movilidad
La estación posee 7 paraderos de la Red Metropolitana de Movilidad en sus alrededores, los cuales corresponden a:
| Paradero/ Código                          | Recorridos |
| ----------------------------------------- | --- |
| Parada 1 / Metro República (PA187)        | 210 (Estación Central) - 210e (Estación Central) - 210v (Estación Central) - 345 (Lo Espejo) - 385 (Villa Francia) - 406 (Pudahuel) - 407 (Enea) - 412 (Enea) - 418 (Enea) - 422 (Población Teniente Merino) - 426 (Pudahuel) - 481 (Av. Portales) - 513 (El Montijo) - I09 (Rinconada) - I09e (Rinconada) - I10n (Villa Los Héroes) - I14n (Mall Plaza Oeste) - J03 (El Montijo) |
| Parada 2 / Metro República (PA164)        | 106 (Peñalolén) - 345 (Alameda) - 385 (Mall Florida Center) - 404 (Mapocho) - 422 (La Reina) - 510 (Río Claro) - 513 (José Arrieta) - 516 (Las Parcelas) - I09 (Metro Universidad de Chile) - I09e (Metro Universidad de Chile) - I10n (Alameda) - I14n (Centro) |
| Parada 3 / Metro República (PA336)        | 109n (Plaza Italia) - 210 (Puente Alto) - 210e (Puente Alto) - 210v (Av. México) - 412 (La Reina) - 418 (Av. Tobalaba) - 419 (Plaza Italia) - 423 (Plaza Italia) - 424 (Metro Universidad de Chile) - 481 (Plaza Italia) |
| Parada 4 / Metro República (PA294)        | 119 (Lo Espejo) - 121 (Lo Espejo) |
| Parada 5 / Metro República (PA369)        | 401 (Las Condes) - 405 (Cantagallo) - 406 (Cantagallo) - 407 (Las Condes) - 421 (San Carlos de Apoquindo) - 426 (La Dehesa) - 432n (La Reina) - 541n (Colón) |
| Parada 6 / Metro República (PA348)        | 106 (Nueva San Martín) - 109n (Maipú) - 401 (Maipú) - 404 (El Descanso) - 405 (Maipú) - 419 (Villa Los Héroes) - 421 (Maipú) - 423 (Nueva San Martín) - 424 (Pudahuel Sur) - 432n (Maipú) - 510 (Pudahuel Sur) - 516 (Pudahuel Sur) - 541n (El Tranque) - J10 (San Daniel) |
| Av. Ricardo Cumming esq. / Romero (PA817) | 119 (Mapocho) - 121 (Mapocho) - J03 (El Montijo) - J10 (Parque de Los Reyes) |